# Reconquista Airport
Reconquista Airport (franska: Aéroport de Reconquista) är en flygplats i Argentina. Den ligger i den nordöstra delen av landet, 600 km norr om huvudstaden Buenos Aires. Reconquista Airport ligger 49 meter över havet.
Terrängen runt Reconquista Airport är mycket platt. Närmaste större samhälle är Reconquista, 7,3 km norr om Reconquista Airport.
Trakten runt Reconquista Airport består till största delen av jordbruksmark. Runt Reconquista Airport är det glesbefolkat, med 16 invånare per kvadratkilometer.